# João Luiz Ferreira da Silva
João Luiz Ferreira da Silva genannt Preto (* 12. Juni 1981 in Novo Hamburgo) ist ein brasilianischer Fußballspieler.
Er begann seine Karriere beim SE Vila Nova von Novo Hamburgo. Im Jahr 2000 wechselte er nach Deutschland. Zunächst zum TSV Schwieberdingen und später zu den Stuttgarter Kickers. In der Saison 2003/04 bestritt er beim Zagłębie Lubin vier Spiele in der ersten polnischen Liga.
Seit September 2006 ist Preto beim brasilianischen Erstligisten Portuguesa in São Paulo unter Vertrag.

## Erfolge
- Staatsmeister von Rio Grande do Sul: 2017